# Heinrich Georg Bronn
Pour les articles homonymes, voir Bronn.
Heinrich Georg Bronn, né à Ziegelhausen près de Heidelberg le 3 mars 1800 et mort à Heidelberg le 5 juillet 1862, est un géologue allemand.

## Biographie
Il étudie à l'université de Heidelberg et obtient un doctorat à la faculté de médecine en 1821, puis devient professeur d'histoire naturelle. Il se lance dans la recherche en paléontologie et fait des études sur le terrain en Allemagne, en France et en Italie. De 1830 à 1860, il collabore à l'édition du Jahrbuch fur Mineralogie (Annuaire de minéralogie) qui se poursuit sous le titre Neues Jahrbuch (Nouvel annuaire). Son principal apport personnel, Letkaea Geognostica (2 volumes, Stuttgart, 1834-1838 ; 3e édition  F. Romer, 3 volumes 1851-1856), est vu comme une des fondations de la stratigraphie allemande.
Son Handbuch einer Geschichte der Natur (Manuel d'histoire de la nature) est publié en trois parties. La première (1841) décrit l'histoire physique de la Terre. La seconde est consacrée à l'histoire de la vie ; les espèces y sont vues comme un acte direct de création. La troisième, qui comprend un Index Palaeontologicus, est publiée en trois volumes avec l'aide de Hermann von Meyer et Johann Heinrich Robert Göppert. Cet index de fossiles est d'une grande valeur pour tous les paléontologues.
Bronn commence un travail important sur la zoologie des fossiles récents, Die Klassen und Ordnungen des Thier-Reichs (Les classes et les ordres du règne animal). Il écrit les volumes traitant des Amorphozoa, Actinozoa (en), et Malacozoa. Publiés entre 1859 et 1862, ces ouvrages sont continués par d'autres naturalistes. En 1861, la Geological Society of London lui décerne la médaille Wollaston.